# Kashmirdalen
Kashmirdalen är en dal i Indien.   Den ligger i unionsterritoriet Jammu och Kashmir, i den norra delen av landet, 700 km norr om huvudstaden New Delhi.